# Triós (Pereiro de Aguiar)
Triós (llamada oficialmente San Pedro de Triós) es una parroquia y un lugar del municipio español de Pereiro de Aguiar, en la provincia de Orense, Galicia.

## Organización territorial
La parroquia está formada por ocho entidades de población:
- Cachamaría
- Malobligo (Malobrigo)
- Outeiro
- Pazo (O Pazo)
- Penedo
- Sobrado
- Triós
- Vilar

## Demografía

### Parroquia
| Gráfica de evolución demográfica de Triós (parroquia) entre 2000 y 2023 |
|                                                                         |
| Datos según el nomenclátor publicado por el INE.                        |

### Lugar
| Gráfica de evolución demográfica de Triós (lugar) entre 2000 y 2023 |
|                                                                     |
| Datos según el nomenclátor publicado por el INE.                    |